# Mercurialis corsica
Mercurialis corsica är en törelväxtart som beskrevs av Ernest Saint-Charles Cosson och Jean-Louis Kralik. Mercurialis corsica ingår i släktet binglar, och familjen törelväxter. Inga underarter finns listade i Catalogue of Life.